# Patientenbibliothek

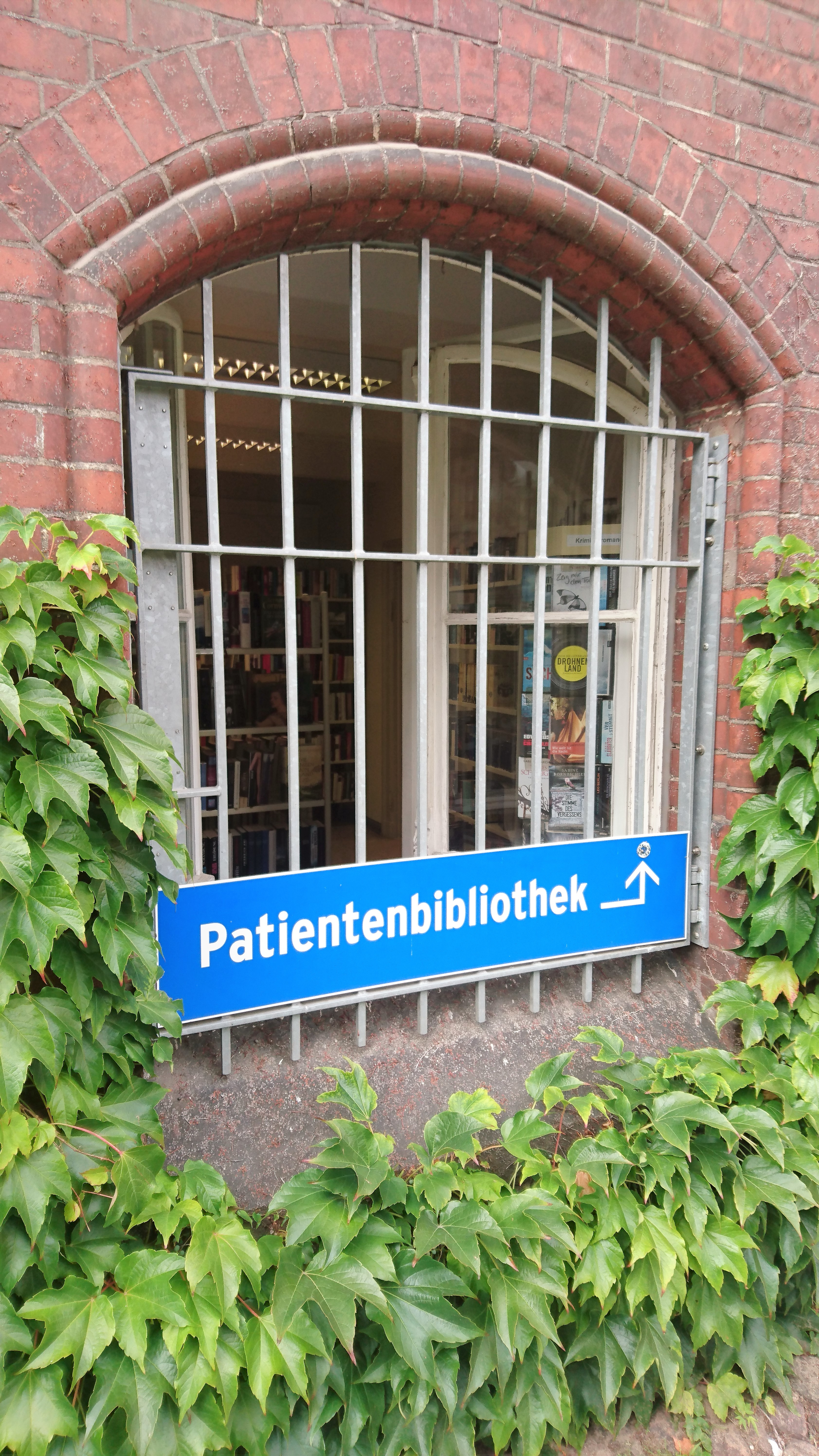
Patientenbibliothek der Charité in Berlin Mitte

Patientenbibliothek ist eine Bibliothek in einem Krankenhaus oder einer Rehabilitationseinrichtung, die sich an die Patienten und das Personal richtet.
Das Angebot ähnelt denen von öffentlichen Stadtbibliotheken, konzentriert sich allerdings vorwiegend auf Unterhaltungsliteratur. Bei den Neuanschaffungen nimmt jedoch Literatur aus den Sachbereichen Medizin und Psychologie einen zunehmend höheren Stellenwert ein.
Patientenbibliotheken können als selbständige Einrichtungen im Krankenhaus, als Teil der Krankenhausbibliothek oder als Zweigstelle einer kommunalen oder kirchlichen öffentlichen Bibliothek geführt werden. Soziale Bibliotheksarbeit bezieht auch die Poesie- und Bibliotherapie mit ein.
Für Patienten ist die Patientenbibliothek nicht selten eine der wenigen Möglichkeiten, den oft langweiligen Krankenhausalltag etwas abwechslungsreicher zu gestalten. Für Patienten, die ihr Zimmer nicht eigenständig verlassen können, wird oft eine Auswahl von Zimmer zu Zimmer gefahren.
Es liegt in der Natur einer Patientenbibliothek, dass die Medien hauptsächlich für Patienten bestimmt sind. Bibliotheksausweise und Leihgebühren entfallen meist. Die entliehenen Medien müssen spätestens bei der Entlassung zurückgegeben werden.
Im Online-Verbund Lisando sind die Patientenbibliotheken zusammengeschlossen.